# Margaretha Rothe

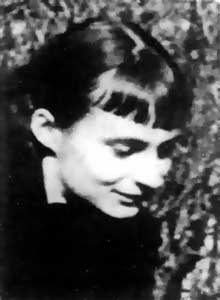
Margaretha Rothe

Margaretha "Grethe" Rothe (Hamburg, 13 juni 1919 - Leipzig, 15 april 1945) was een Duitse verzetsstrijdster. Zij was een van de centrale personen in de verzetsgroep ‘Weisse Rose Hamburg’. 

## Biografie
Margaretha Rothe was vanaf november 1936 vier maanden leerling van de Lichtwarkschool in Hamburg. Samen met haar vrienden Traute Lafrenz en Heinz Kucharski nam zij deel aan een door lerares Erna Stahl georganiseerde leeskring. In 1937, na opheffing van het gemengd onderwijs aan de Lichtwarkschool ging ze net als Lafrenz naar de kloosterschool, waar beide hun eindexamen aflegden. Daarna volgde een 'Pflichtjahr', een verplicht tussenjaar in de ‘Reichsarbeitsdienst’. 
Daarna begon ze, net als Lafrenz, aan een medicijnenstudie aan de universiteit van Hamburg, waar ze meer medestudenten uit de politieke oppositie ontmoette. Haar eigen afkeer van het nationaalsocialisme kwam niet voort uit partijpolitieke, maar uit algemeen menselijke overwegingen. Ook in het universiteitsziekenhuis ’Eppendorf’ maakte zij kennis met artsen en studenten die kritisch waren tegenover het nationaalsocialisme, die zich bijvoorbeeld afzetten tegen de nazistische ‘Deutschtümelei’ en zich ‘candidates of humanity’ noemden Deze jonge mensen ontmoeten elkaar in gesprekskringen waar ze discussieerden over culturele en politieke thema’s. Uit protest tegen de steeds verder toenemende beperking van meningsvrijheid werd Margaretha Rothe ook buiten de gesprekken actief. Samen met Heinz Kucharski, met wie zij een liefdesrelatie had, kopieerde en verspreidde zij pamfletten, waarop de frequenties en tijden van buitenlandse radioprogramma’s waren vermeld.
In de jaren 1941/1942 groeide de kring van verzetsvrienden. Karl Ludwig Schneider kende ze al van de Lichtwarkschool. Nu kwamen Hans Leipelt, Hannelore Willbrandt, Albert Suhr en Reinhold Meyer erbij. Toen de Weisse Rose-groep rond Sophie Scholl en Hans Scholl, Willi Graf en Alexander Schmorell, die actief waren in München, eind 1942 hun netwerk uitbreidden naar andere steden, werden pamfletten uit München ook in Hamburg verspreid. Via Traute Lafrenz, die contact had met Alexander Schmorell en Hans en Sophie Scholl, bereikten enkele pamfletten van de Weisse Rose uit München ook Hamburg. Deze pamfletten werden gekopieerd en uitgedeeld door de vriendengroep.
De groep werd door de (Franse) Gestapo-spion Maurice Sachs verraden; deze had de opdracht contact te leggen met Hamburgse verzets- en oppositiegroepen. Hij deed zich voor als deelnemer en wist contact te leggen met Heinz Kucharski, Margaretha Rothe en Reinhold Meyer. Zij hoopten via hem contact te kunnen leggen met Franse verzetsgroepen. In augustus 1943 nam hij aan besprekingen deel.  
Op 9 november 1943 arresteerde de Gestapo Margaretha Rothe en Heinz Kucharski. In totaal werden meer dan dertig personen in Hamburg opgepakt en naar de politiegevangenis Fuhlsbüttel gebracht. In oktober 1944 volgde de overplaatsing naar de onderzoeksgevangenis Holstenglacis. Vanwege luchtaanvallen werd Rothe vervolgens overgeplaatst naar de onderzoeksafdeling van de vrouwengevangenis in Cottbus.
In februari 1945 werden 24 leden van de groep aangeklaagd wegens beramen van hoogverraad, hulp aan de vijand en ondermijning van de landsverdediging. Rothe gold met Heinz Kucharski, Karl Ludwig Schneider, Gerd Spitzbarth, Bruno Himpkamp en Erna Stahl als hoofdverdachte.
Tijdens een transport in een veewagen naar Leipzig op een zeer koude dag in februari werd zij ziek. Na een kort oponthoud in de vrouwengevangenis Leipzig-Meusdorf kwam ze via de ziekenafdeling in het stadsziekenhuis Sint Jacob van Leipzig.
Daar stierf Margarethe Rothe aan tuberculose en pleuritis.
In Hamburg dragen een gymnasium, een aantal andere gebouwen en straten haar naam.
- Gemeinsame Normdatei: 129416169
- Virtual International Authority File: 55226623
- WorldCat: E39PBJdcxKP7cXy9JfCbdXtMyd